# Otto Liebing
Otto Max Hugo Liebing (ur. 31 marca 1891 w Berlinie, zm. 5 listopada 1967 w Berlinie Zachodnim) – niemiecki wioślarz, brązowy medalista olimpijski. 
Wystąpił na igrzyskach olimpijskich w Sztokholmie w 1912, gdzie niemiecka osada Berliner Ruderverein von 1876 w składzie: Otto Liebing, Max Bröske, Max Vetter, Willi Bartholomae, Fritz Bartholomae, Werner Dehn, Rudolf Reichelt, Hans Matthiae i Kurt Runge zdobyła brązowy medal w ósemkach. W walce o finał Niemcy przegrali z Brytyjczykami z osady Leander Club o 2,4 sekundy. Był to jego jedyny start olimpijski.
Trzykrotnie zdobywał mistrzostwo kraju: w 1911 w czwórkach bez sternika, 1912 w ósemkach, a w 1920 w dwójkach bez sternika.